# Bitwa o Ras Kamboni
Bitwa o Ras Kamboni – akcja zbrojna prowadzona przez wojska etiopskie, przy wsparciu USA, mająca na celu przejęcie kontroli nad miastem Ras Kamboni, leżące przy granicy kenijsko-somalijskiej.
Bitwa rozpoczęła się 5 stycznia 2007, kiedy siły rządu tymczasowego i Etiopii rozpoczęły atak na pozycje islamistów.
W dniu 7 stycznia 2007 Stany Zjednoczone włączyły się do konfliktu wykonując ataki powietrzne, przy użyciu samolotów AC-130, wobec podejrzanych o członkostwo w
Al Kaidzie osób, działających w szeregach UTI.
Miasto zostało zdobyte przez siły etiopskie 12 stycznia 2007.

## Geneza
Dnia 16 grudnia 2001 wiceminister obrony USA Paul Wolfowitz stwierdził, że tzw. Róg Afryki jest miejscem wykorzystywanym przez ugrupowania terrorystyczne, takie jak Al-al-Islamiya Ittihaad (AIAI) oraz Al-Ka’ida.
Gdy wojska Etiopii wkroczyły do Somali w grudniu 2006 roku, niewielka liczba amerykańskich sił specjalnych towarzyszyła wojskom, w celu śledzenia bojowników Al-Ka’idy. Było to zgodne z rozporządzeniem podpisanym w 2004 roku przez ówczesnego ministra obrony USA Donalda Rumsfelda. Dawało ono bardzo szerokie uprawnienia dowództwu armii USA, zezwalając na atakowanie celów Al-Ka’idy wszędzie na świecie.
W dniu 28 grudnia 2006 wycofanie się sił UTI do Ras Kamboni zostało wzięte pod uwagę przez Etiopię, jako możliwość po zdobyciu Mogadiszu.
Po przegranej bitwie pod Jilib oraz upadku Kismayo 1 stycznia 2007 roku, bojownicy islamscy podzielili się na trzy grupy.
Cześć bojowników podążyła na północny zachód, w kierunku miast Dhobley (0°24′35″N 41°00′21″E/0,409722 41,005833) i Afmadow, inni skierowali się na górzysty obszar Buur Gaabo, a pozostała część wycofała się na południowy zachód w kierunku półwyspu Ras Kamboni.
W dniu 2 stycznia 2007 etiopskie MiG-i przeprowadziły patrol nad Ras Kamboni, nie odnotowano żadnych ataków na myśliwce.
Siły US Marines operujące z Lamu w Kenii, zostały wysłane na granice z Somalią, w celu przechwytywania uciekających islamistów.
Nieznany strzelec ostrzelał kenijski śmigłowiec, patrolujący granice z Somalią.
Helikopter został ostrzelany na południowy wschód od miasta Hulugho.
W rejon Zatoki Adeńskiej została skierowana część V Floty Stanów Zjednoczonych wraz z lotniskowcem USS Dwight D. Eisenhower (CVN-69).

## Bitwa

### 6 stycznia
Walki trwały w lasach na południe od Kismayo, w pobliżu granicy Kenii.

### 8 stycznia

Atak sił powietrznych USA przeprowadzony 8 stycznia 2007 roku

W dniu 8 stycznia 2007, płk. Hiraale ogłosił, że siły rządowe oraz etiopskie są bliskie wkroczenia do Ras Kamboni. Po dwóch dniach zażartych walk, rannych w starciach zostało 50 żołnierzy etiopskich, którzy zostali ewakuowani przez śmigłowiec.
Na północ od Ras Kamboni, w pobliżu granicy z Kenią, wojska etiopskie przechwyciły uciekające oddziały UTI. W wyniku walk siedem pojazdów zostało zniszczonych. Jednostka kenijskiej straży granicznej została ewakuowana, a sama granica zamknięta. W prowincji Afmadow, Etiopia rozpoczęła ataki powietrzne na cele w pobliżu miast Afmadow i Dhobley.
Również w dniu 8 stycznia, samoloty AC-130 należące do Stanów Zjednoczonych zaatakowały siły Al-Ka’idy oraz innych bojowników islamskich na wyspie Badmadow (prawdopodobne położenie wyspy 1°36′42″S 41°36′42″E/-1,611667 41,611667). Samolot wystartował z bazy w Dżibuti. Stany Zjednoczone oceniają, że śmierć poniosło od 8 do 10 osób, głównie Somalijczyków. Tożsamość martwych lub rannych nie została do tej pory ustalona. Armia USA zaprzeczyła jakoby wśród osób zabitych były osoby z kierownictwa Al-Ka’idy. Liderzy UTI byli śledzeni przy wykorzystaniu bezzałogowych pojazdów zwiadowczych (UAV), począwszy od dnia 28 grudnia.
Tego samego dnia lotniskowiec USS Dwight D. Eisenhower zbliżył się na odległość pozwalającą na przeprowadzenie ataków powietrznych.

### 9 stycznia
Został przeprowadzony drugi atak powietrzny, przy pomocy samolotów AC-130. Zaatakowano osadę Hayo (także Xayo lub Hayi), leżącą pomiędzy stolicą prowincji Afmadow i Dhobley (Doble) w pobliżu granicy z Kenią. Według sprawozdań zabitych zostało ponad 50 osób, głównie bojowników.
W ataku brały również dwa niezidentyfikowane helikoptery, które wykonały uderzanie w pobliżu Afmadow (0°30′56″N 42°04′24″E/0,515556 42,073333). Ministerstwo Obrony Somali stwierdziło, że nie było w stanie ustalić kraju pochodzenia śmigłowców. Według niepotwierdzonych informacji w atakach zginęło 31 cywili.
Późniejszy komunikat armii USA stwierdza, że śmigłowcami biorącymi udział w ataku mogły być etiopskie Mi-24. To nie byłby pierwszy przypadek ataku powietrznego przeprowadzonego przez Etiopię. W dniu 3 stycznia, Etiopia zaatakowała wieś Harehare, niedaleko kenijskiej granicy.

### 10 stycznia
Tego dnia zostały przeprowadzone co najmniej cztery ataki powietrzne, kierowane na Ras Kamboni. Amerykańskie samoloty przeprowadziły również atak na cele w południowej Somalii. Zaatakowane zostały miejscowości Hayo, Garer, Bankajirow i Badmadowe.
Naloty spowodowały śmierć co najmniej 31 ludzi. Według wywiadu USA zabitych zostało tylko od 5 do 10 osób – wszyscy mieliby być działaczami Al-Ka’idy.

### 11 stycznia
Amerykański ambasador w Kenii stwierdził, że podejrzewany o związek z zamachami na amerykańskie ambasady w Nairobi (Kenia) i Dar es Salaam (Tanzania) – Fazul Abdullah Mohammed – wciąż żyje. Według wcześniejszych doniesień miał zginać podczas ataków przeprowadzonych 10 stycznia.

### 12 stycznia
Minister Obrony Somali Barre Aden Shirre Hiiraale ogłosił że, po pięciu dniach ciężkich walk, Ras Kamboni wpadła w ręce rządu Somalii oraz wojsk Etiopii. Resztki sił islamskich wycofały się do pobliskich lasów. Niewielki zespół amerykańskich ekspertów badał miejsce po ataku powietrznym, szukając informacji na temat tożsamości zabitych osób.